# Nacha Guevara
Clotilde Acosta (Mar del Plata, provincia de Buenos Aires; 3 de octubre de 1940), conocida artísticamente como Nacha Guevara, es una actriz, cantante, bailarina y directora teatral argentina. Precursora del café-concert, el cabaret y del teatro musical en su país, es ampliamente considerada una de las artistas más completas e importantes de Latinoamérica. En sus más de sesenta años de carrera ha publicado veintisiete álbumes, ha actuado en quince películas y protagonizado decenas de espectáculos teatrales y ficciones televisivas. Por su trabajo, ha obtenido un premio Grammy Latino, dos premios Konex de Platino, dos premios Martín Fierro, el premio ACE de Oro, el Premio a Performer of the Year, entre muchos otros.
Sus espectáculos musicales Las mil y una Nachas, Nacha de noche, En el 2000 también y Qué me van a hablar de amor la consagraron como una artista polifacética y fueron aclamados por la crítica, mientras que algunas de sus canciones como Te quiero, Yo te nombro libertad, Mi ciudad, Para cuando me vaya o Si yo fuera como ellas se convirtieron en verdaderos éxitos y han sido versionadas por múltiples artistas. Con sus interpretaciones de Eva Perón en el musical Eva, el gran musical argentino y de Tita Merello en Tita, una vida en tiempo de tango recibió el aplauso unánime de crítica y público. 
En 1974 se vio obligada a exiliarse por la situación política de su país y en los años siguientes vivió en México, España, Perú, Brasil y Estados Unidos, lo que aumentó su fama internacional. Guevara también es conocida por difundir un estilo de vida saludable que la ha mantenido activa y en óptimas condiciones durante las últimas décadas.

## Biografía

### Inicios
Nació con el nombre de Clotilde Acosta, hija de Estanislao "Polo" Hipólito Acosta (1912-?) y Clotilde Isolina Badalucco (n. ca. 3 de junio de 1919 - 20 de enero de 2022 ). Estudió danzas clásicas en el Teatro Nacional Cervantes y actuación con Juan Carlos Gené, fue modelo e hizo teatro dirigida por Juan Silbert en Locos de verano de Gregorio de Laferrère en 1968. A los 28 años, después de una breve carrera como actriz en teatro independiente y en pequeñas intervenciones cinematográficas, se presentó en el teatro Payró con un espectáculo experimental de canciones titulado Nacha de noche. Un año más tarde, en 1969 llegó Anastasia Querida junto a su compañero Alberto Favero, músico de extracción clásica que compuso la Suite Trane en homenaje a John Coltrane y que la acompañaría durante su carrera. Estudió canto y se perfeccionó con la mezzosoprano y pedagoga Susana Naidich.
En 1969, en pleno gobierno de facto y en la misma vena de Nacha de noche avalada por el ámbito trasgresor del Instituto Di Tella tuvo su primer éxito con el recital Anastasia querida («Anastasia» era el nombre que se le daba a la censura en Francia durante el mayo francés y los tumultuosos años que siguieron a 1968) gracias a la invitación de Roberto Villanueva, entonces director del Centro de Experimentación del instituto.

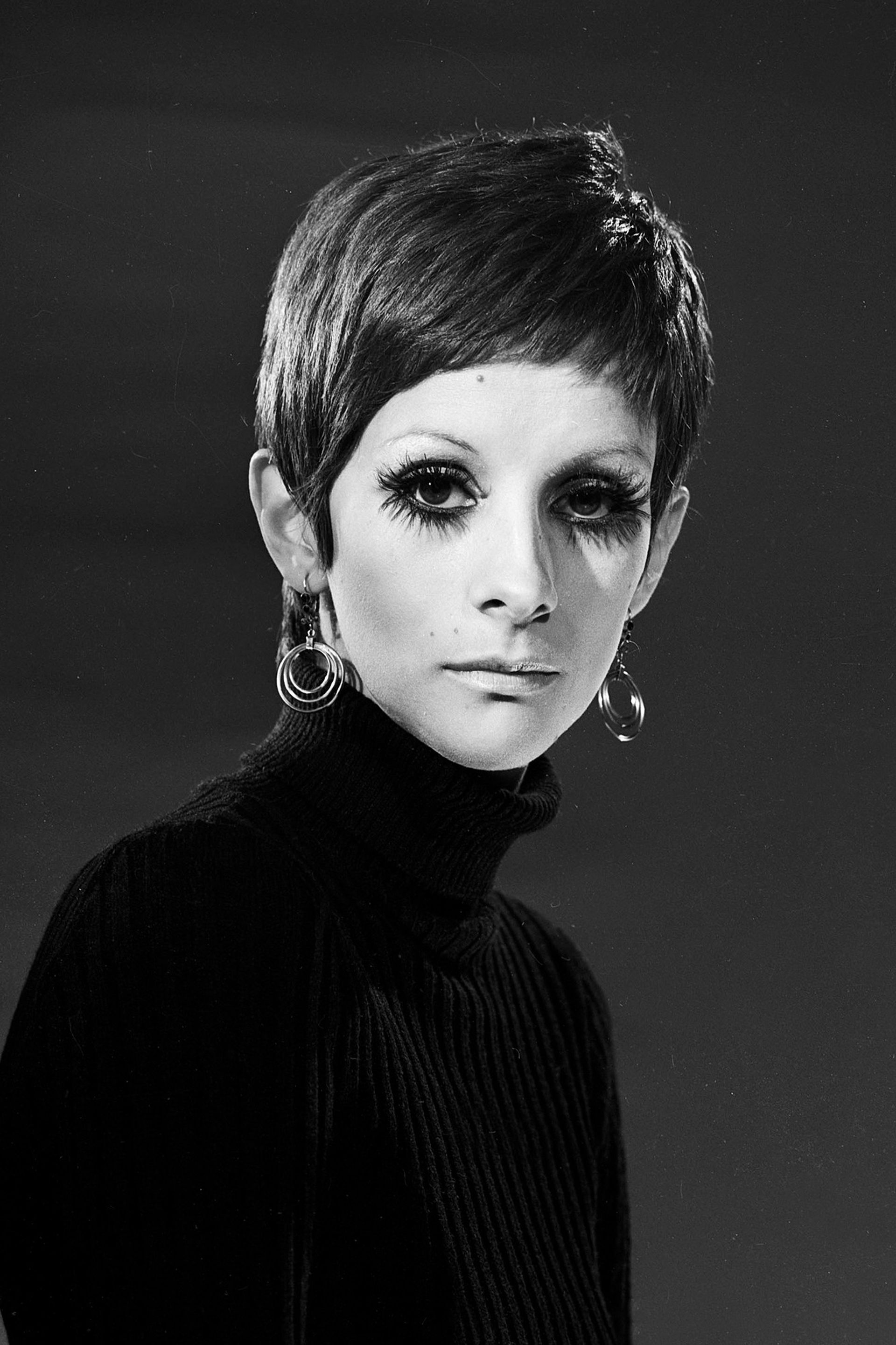
Guevara en el Estudio Luisita de Buenos Aires en 1969

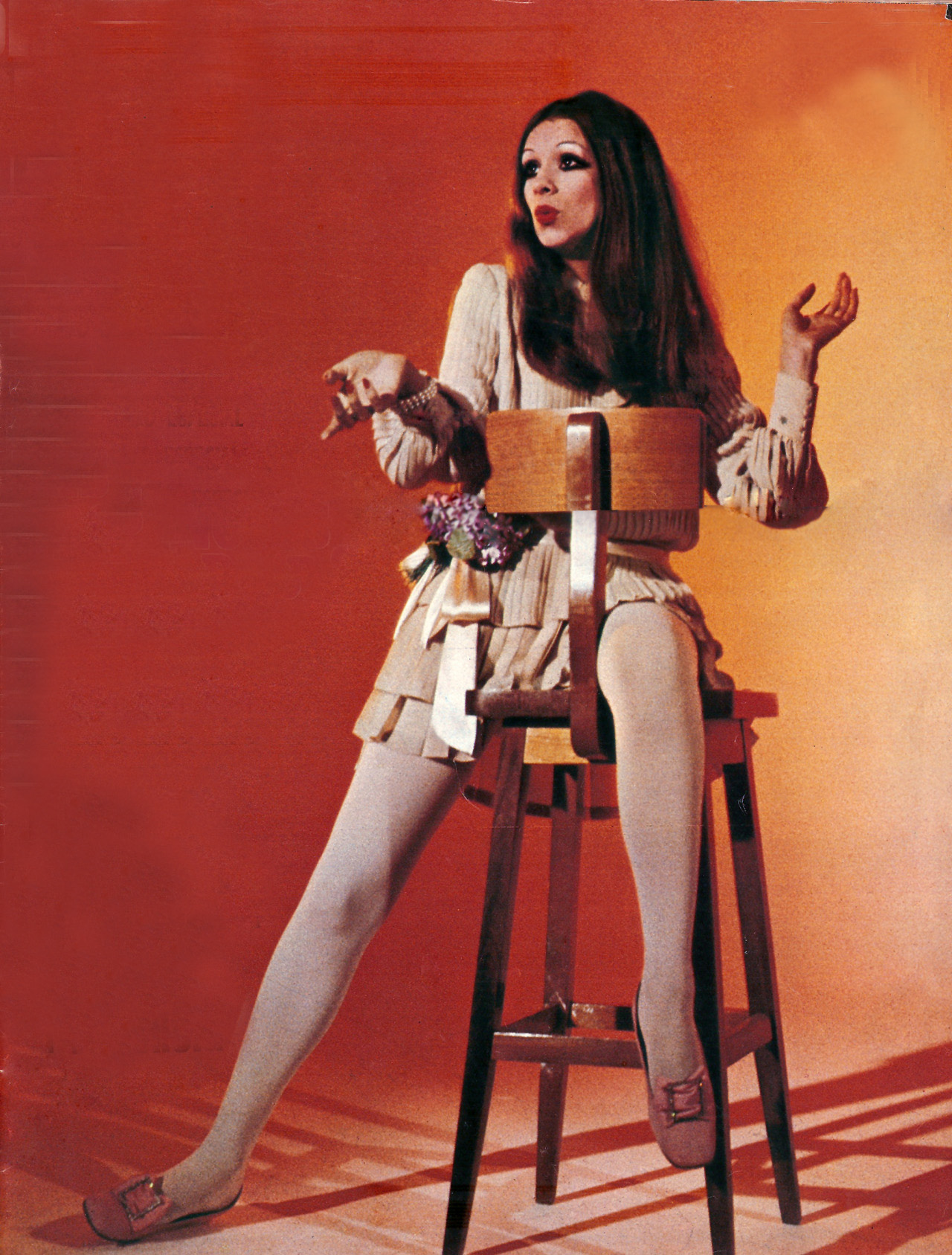
Guevara en la revista Siete Días Ilustrados en 1969

El espectáculo, integrado con versiones libres de canciones de Jacques Brel, Boris Vian, Georges Brassens, Serge Gainsbourg, Tom Lehrer, Violeta Parra y los argentinos Griselda Gambaro, Julio Cortázar, Jorge de la Vega y Ernesto Schoo atacaba de manera irreverente y despiadada las instituciones y costumbres, escandalizando al público porteño que acudía al «templo de la vanguardia argentina» dirigido por Jorge Romero Brest. Anastasia querida recibió la mención como el «espectáculo del año» otorgado por la revista Primera Plana y apareció en la portada de su primer LP sentada en un inodoro.
Con El ejército de la nueva canción, Las damas de beneficencia, Un buen par de patadas y El tiempo no tiene nada que ver, basados en la canción protesta argentina, integró el grupo de artistas formado con
Oscar Araiz,
Nora Blay,
Oscar Bony,
Norman Briski,
Jorge de la Vega,
Jorge Schussheim,
León Ferrari,
Antonio Gasalla,
Ernesto Deira,
Edda Díaz,
Nicolás García Uriburu,
Edgardo Giménez,
Kado Kostzer,
Jorge Lavelli,
Julio Le Parc,
Les Luthiers,
Rómulo Macció,
Marilú Marini,
Marta Minujín,
Horacio Molina,
Marikena Monti,
Luis Felipe Noé,
Eduardo Pavlovsky,
Carlos Perciavalle,
Enrique Pinti,
Dalila Puzzovio,
Clorindo Testa,
Susana Rinaldi,
Humberto Rivas,
Josefina Robirosa,
Alfredo Arias,
Iris Scaccheri,
Renata Schussheim,
Antonio Seguí, etc.

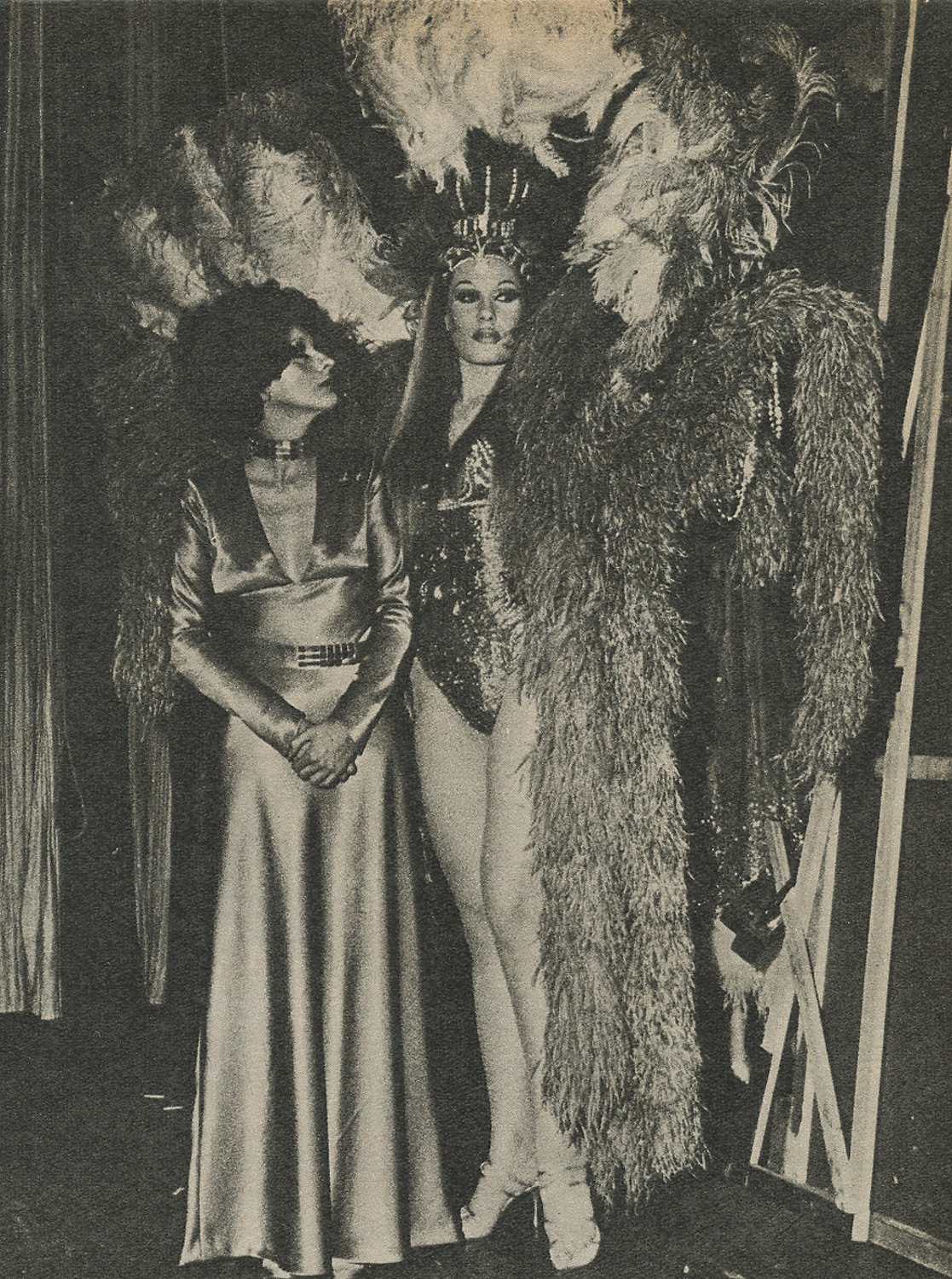
Nacha Guevara junto a la vedette Norma Pons en el Teatro Maipo, 1970

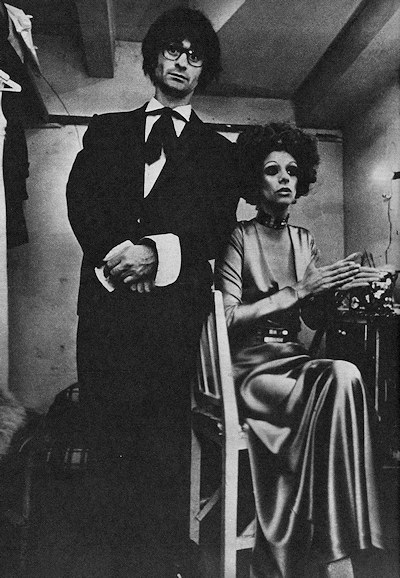
Nacha Guevara y Alberto Favero en 1970

En 1970, la dictadura militar de Onganía clausuró el Instituto Di Tella y Nacha pasó al underground del café-concert. Cantó en la mítica La botica del ángel de Eduardo Bergara Leumann (donde parodió a Libertad Lamarque y otras cantantes), en El gallo cojo de Lino Patalano, en La Fusa de Punta del Este y La cebolla en Mar del Plata, donde —por una cuestión de celos profesionales— agredió a Marcos Mundstock, integrante del grupo Les Luthiers, hecho por el cual fue sentenciada a dos meses de prisión en suspenso por falta de antecedentes.
Personaje polémico en programas de opinión en televisión, prosiguió con una serie de recitales de mayor envergadura vocal y compromiso ideológico con canciones sobre poemas de Pablo Neruda, José Agustín Goytisolo y de la fructífera colaboración con el escritor uruguayo Mario Benedetti musicalizados por Favero, el álbum Canciones para mis hijos y un espectáculo en el teatro IFT con el nombre de Este año fue el que fue sobre textos propios y de Tom Lehrer, Juca Chávez, Nicolás Guillén y otros satirizando el acontecer nacional y mundial.
En 1973 y 1974 en el remodelado para café-concert, Teatro Margarita Xirgu de Buenos Aires presentó Las mil y una Nachas. Un music-hall de inusuales características para Buenos Aires donde cantaba dieciséis personajes en un espectacular marco del escenógrafo Claudio Segovia, con coreografía de Lía Jelín y orquesta dirigida por Favero que también participaba en algunos sketches.
Esta revista musical presentó a un público más amplio otra Nacha Guevara, menos combativa, igualmente satírica y que demostraba la combinación de sus talentos de cantante, actriz y bailarina. Obtuvo el premio «Estrella 1973» de los críticos del Informe del Espectáculo cimentando una percepción diferente de su actividad artística.

### Exilio

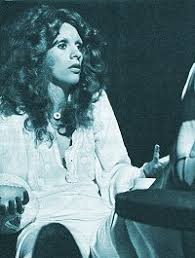
Nacha Guevara en un reportaje para Siete días ilustrados, 1974

El primer exilio de la artista tuvo lugar en octubre del año 1974 regresando a Argentina meses después.
En 1975 realizó una versión aumentada y modernizada de Las Mil y una Nachas en el nuevo complejo teatral Estrellas pero, luego del ensayo general y antes del estreno estalló una bomba en el teatro, matando a un operario y dejando numerosos heridos.
Simultáneamente, fue amenazada de muerte junto a otros veintiséis artistas, por la organización terrorista de derecha Triple A. Abandonó el país con Favero y sus tres hijos, Ariel, Gastón y Juan Pablo (de Anteo del Mastro, Norman Briski y Favero respectivamente) instalándose primero en Perú y luego en México, donde recibió el Premio Especial 1975 de la Unión de Críticos y Cronistas de Teatro (de México).
Recorrió el continente iberoamericano con Nacha de noche y participó en el 2.º Festival Internacional de Teatro de São Paulo. Su éxito en Brasil la obligó a quedarse tres meses más que lo previsto. Incorporó temas de Pablo Milanés, Silvio Rodríguez, Gian Franco Pagliaro, Mike Porcel y Amaury Pérez y se presentó en el Teatro Hubert de Blanck, en La Habana (Cuba). En España estrenó en el Teatro Valle-Inclán de Madrid permaneciendo en cartel nueve meses consecutivos.
Entre 1978 y 1982 se estableció en España (donde grabó discos e hizo numerosas giras) con visitas periódicas a Nueva York donde interesó al productor y director teatral Harold Prince que la introdujo al mercado estadounidense con presentaciones en Nueva York, Washington y Chicago. Por aquella época y por el entorno en el que se manejaba tomó contacto con la cábala.
En 1984 regresó a la Argentina, con el restablecimiento de la democracia. Con Aquí estoy marca un retorno importante que demuestra su crecimiento artístico y la asimilación de la experiencia internacional. Reeditó y recopiló sus trabajos discográficos: los de Argentina de los años sesenta y setenta y los de España en su primer disco argentino en nueve años. Con su nuevo álbum de estudio, Los patitos feos, consiguió uno de los éxitos más grandes de su carrera con clásicos como Fuimos los patitos feos, Mi ciudad, Vuelvo y Por qué cantamos.
En 1986 presentó en el Teatro Maipo otra visión de Eva Perón en un musical completamente opuesto al Evita de Andrew Lloyd Weber (del que cantó en recitales la canción No llores por mí, Argentina) firmado por Pedro Orgambide y con música de Favero: Eva que obtuvo un respetable éxito.
Retornó al cine como actriz en un papel secundario en Miss Mary de María Luisa Bemberg y en 1989 filmó Cuatro caras para Victoria de Oscar Barney Finn sobre la escritora Victoria Ocampo (las otras tres Victorias son Carola Reyna, Julia von Grolman y China Zorrilla).
En 1991 abordó su trabajo más cuestionado, Heavy Tango, que fusionó tango con otros ritmos. En él compartió un dúo con Tita Merello, el último registro musical de la famosa artista. También ese año trabajó en Sevilla, grabó varios programas de televisión junto al periodista Jesús Quintero y realizó una serie de actuaciones con motivo de la EXPO 92.
En los finales del siglo XX, promovió una aproximación ecológica y espiritual (yoga, meditación, autoayuda estilo Deepak Chopra, etc.) en programas de televisión como Me gusta ser mujer (1993). Además actuó en las ficciones Los Machos (1995) y Alas, poder y pasión (1998).
Nacha Guevara presentó Nacha Guevara 100%: del Di Tella al 2000 en el que repasó 20 años de carrera.

### ElsigloXXI
El siglo XXI la encontró como una figura mediática firmemente establecida que goza del respeto de quienes la vieron crecer como artista y de los jóvenes que admiran su energía y logros artísticos. Los últimos años han estado dominados por importantes montajes escénicos como el que presentó en España de enero a mayo de 2000, La vida en tiempo de tango (en el 2000 también), otro hito en su carrera. En 2002, presentó en el Teatro Calderón de Madrid 60 años no es nada.
El año 2002 marcó el lanzamiento de su libro 60 años no es nada, publicado por editorial Planeta en España, un éxito de ventas merecedor del Premio Júbilo. En agosto de 2002 realizó el estreno mundial de Qué me van a hablar de amor, show musical que reúne canciones de amor de grandes autores, en el Festival Internacional de Teatro y Danza de Islas Canarias. En septiembre y octubre de ese año realizó una gira por México con el espectáculo La vida en tiempo de tango.
En el 2003 volvió a la calle Corrientes de Buenos Aires, al Teatro El Nacional con Qué me van a hablar de amor, con el cual salió de gira por Argentina y Uruguay y el Festival Internacional de Tamaulipas (México, octubre de 2003) y el Festival Internacional de Teatro de Monterrey (México, noviembre de 2003). También visitó con él Puerto Rico y Chile, actuando por primera vez en ese país.
Al año siguiente se unió al músico y compositor Lito Vitale para crear Passion, un show de canciones eclécticas, que pasaban de un tango, a un aria o a una canzonetta.

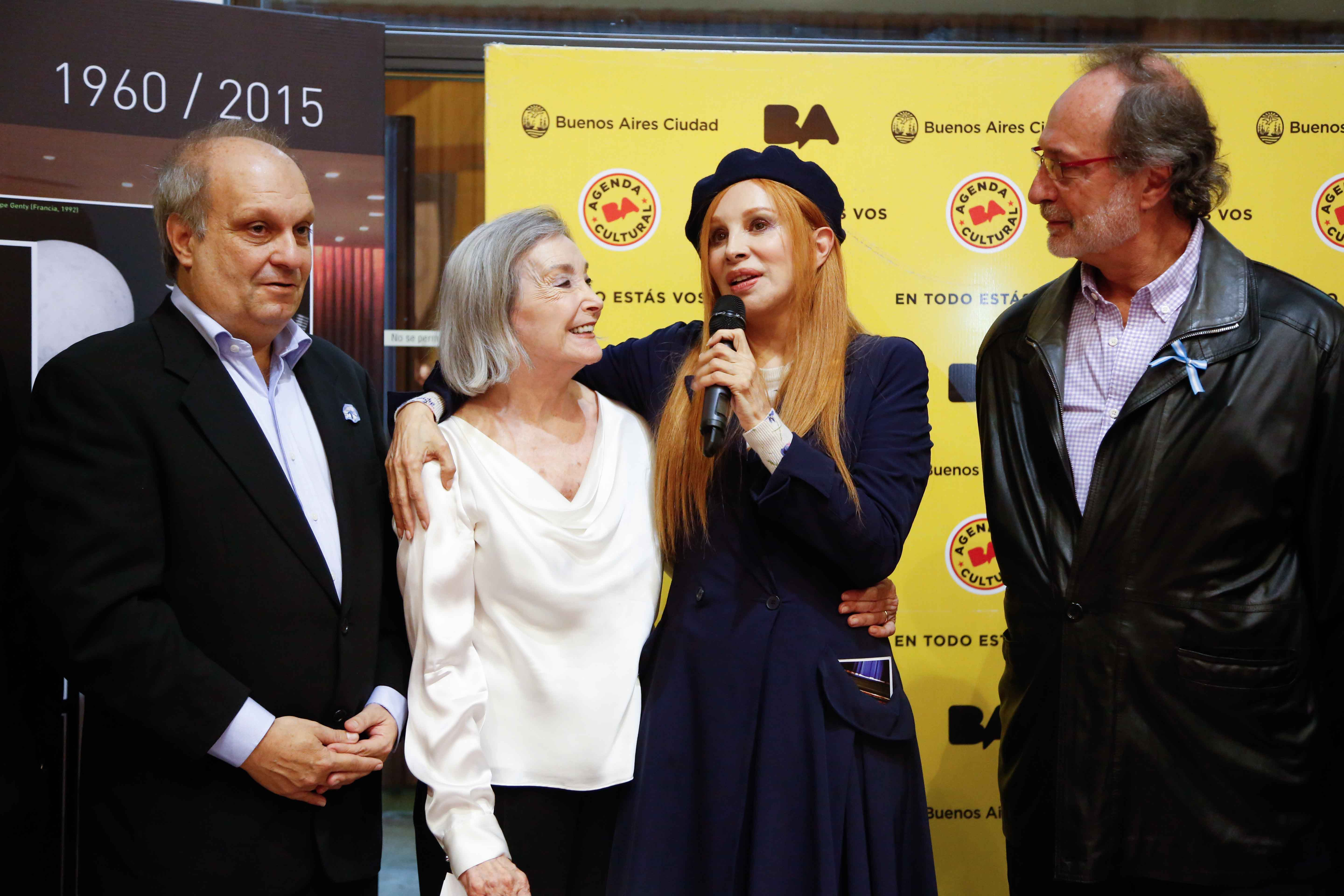
Nacha Guevara en la inauguración de la sala Martín Coronado del Teatro San Martín, 2015.

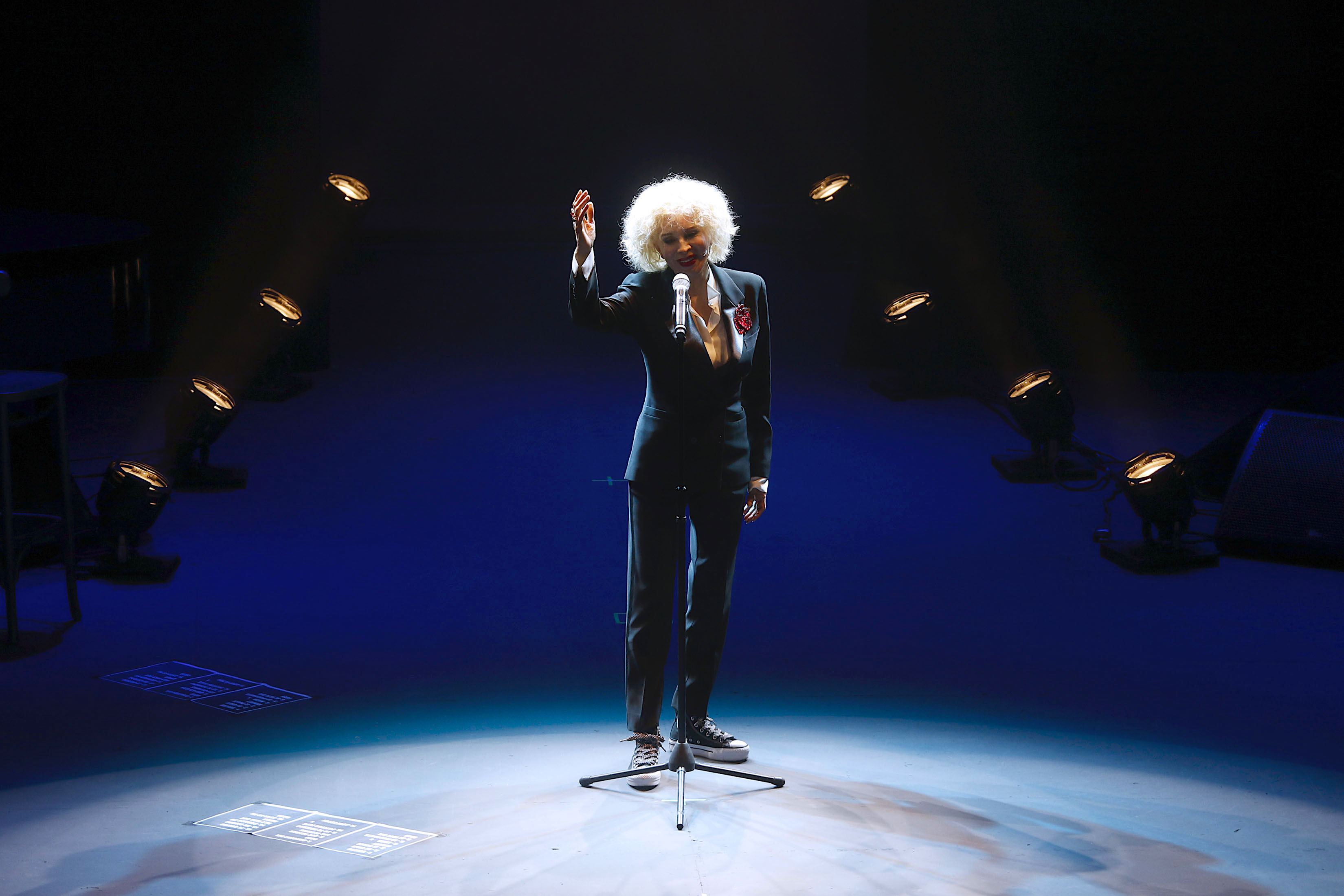
Guevara en el Teatro de la Ciudad Esperanza Iris, México, en 2019

En 2004 interpretó en la telenovela Padre Coraje a una cantante lírica, por el que ganó el premio Martin Fierro como la Mejor Actriz Invitada. En 2005 protagonizó la obra teatral de El Graduado junto a Felipe Colombo, permaneciendo nueve meses en cartel, con excelentes críticas. Participó en el ciclo televisivo Botines, papel por el que fue nuevamente candidata un premio para Mejor Actriz, y en el ciclo televisivo  Mujeres asesinas, donde personificó a la envenenadora argentina Yiya Murano. Protagonizó la tira de Canal 9 de Buenos Aires El tiempo no para y en la revista Un país de revista.
Durante 2007 fue jurado del reality show Coronados de gloria, concurso donde se pretendía escoger al mejor representante y cantante de folclore argentino.
En 2008 reestrenó la obra Eva, el gran musical argentino en Buenos Aires y Teatro Argentino de La Plata, una reelaboración del musical Eva de 1986, con enorme éxito de público y crítica. Tres años después, estrenó un espectáculo en homenaje a Tita Merello en el que interpretaba a la famosa cantante y actriz porteña.
En 2013 fue jurado del reality show El artista del año emitido por Canal 13 y en los dos años siguientes se sumó al jurado de Bailando por un Sueño, programa conducido por Marcelo Tinelli. Asimismo, en 2020 fue jurado de Cantando 2020, conducido por Ángel de Brito y Laurita Fernández. 
En 2023, a sus ochenta y dos años, volvió a los escenarios con el espectáculo musical Nacha en pijama en la calle Corrientes y publicó un nuevo álbum de estudio, Voy a cantar lo que se me canta, del que se desprendieron los singles "Ochenta y cantando" y "Te vas al carajo".

## Participación política

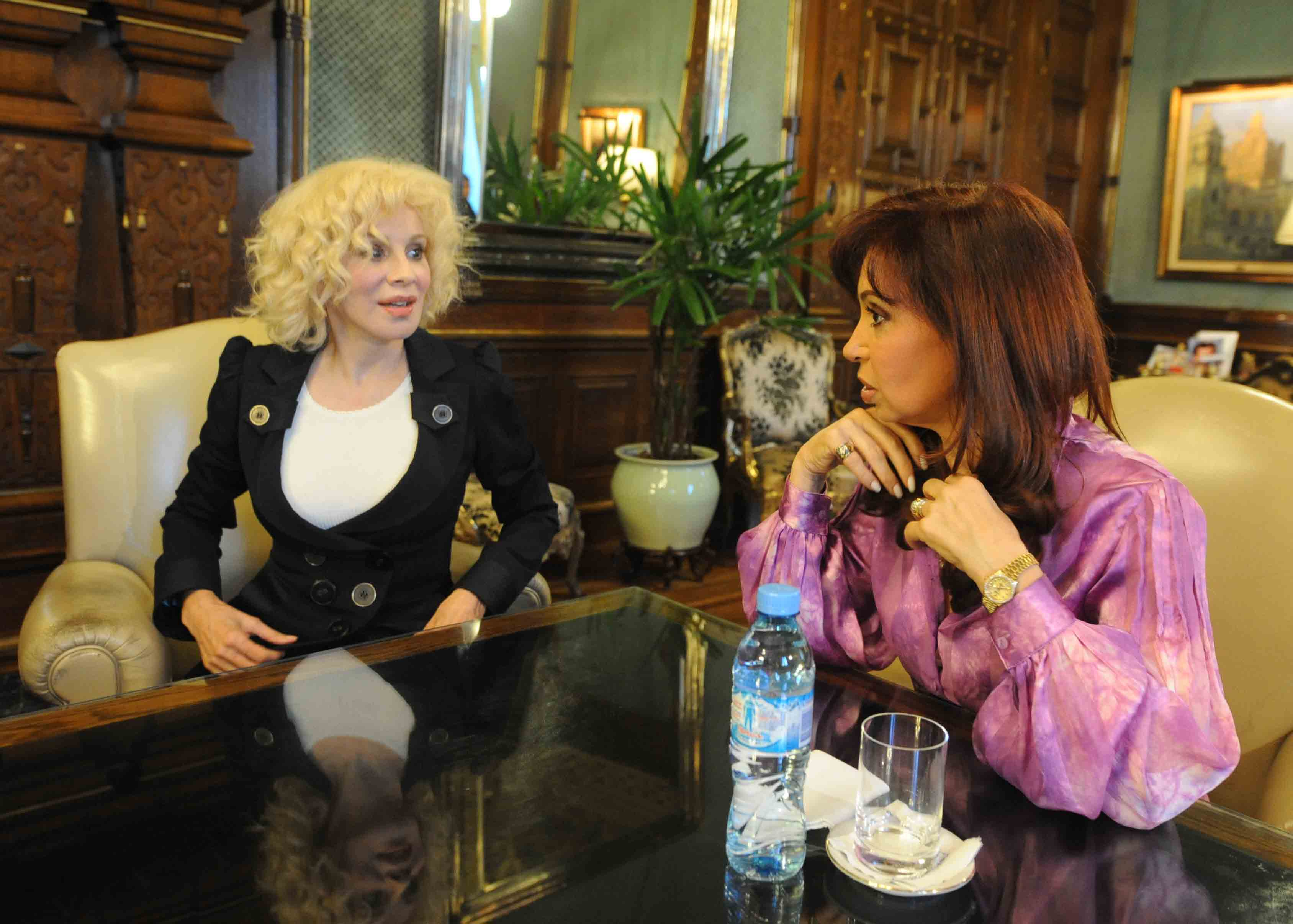
Nacha Guevara reunida con la presidenta Cristina Fernández en la Casa Rosada, 2009.

En 1999 cerró el acto de campaña presidencial de la fórmula Duhalde-Ortega, personificada como Eva Perón y cantó No llores por mí, Argentina y la Marcha Peronista en el Estadio Monumental.
El primero de junio de 2004 los diarios anunciaron el nombramiento de Nacha como directora ejecutiva del Fondo Nacional de las Artes, cargo que no existía en el organigrama del fondo. A pesar de esto, el 11 de agosto renunció al cargo que todavía no había asumido debido a la falta de presupuesto para financiar el sueldo de la futura directora ejecutiva.
En 2009 se presentó como candidata a diputada nacional para las elecciones legislativas de dicho año ocupando el tercer lugar en la lista del Frente Para la Victoria, apoyando a Néstor Kirchner. La fórmula perdió pero igual la hizo entrar al Congreso. A pesar de ser electa, nunca asumió su banca de diputada, renunció antes de juramentarse. Sobre este tema, Nacha comentó que fue Patricia Vaca Narvaja la responsable de su temprana salida de la vida polítíca, habida cuenta de que fue esta quién le señaló: "este (por la Cámara de Diputados de la Nación Argentina) no es un lugar para librepensadores". La respuesta de Guevara a este comentario fue: "esto se terminó" Su lugar lo ocupó Juliana Di Tullio, con quien se reunió «a efectos de interiorizarla de los proyectos en los que ha venido trabajando todo este último tiempo» y aseguró que ella seguirá trabajando desde su «lugar de ciudadana».

## Filmografía
| Año  | Título                              | Personaje        |
| ---- | ----------------------------------- | ---------------- |
| 2023 | Los bastardos                       | Eva              |
| 2011 | Cruzadas                            | Camila Lamonica  |
| 2001 | El lado oscuro del corazón 2        | La muerte        |
| 1999 | Héroes y demonios                   | Dra. Elisa Pena  |
| 1995 | No te mueras sin decirme adónde vas |                  |
| 1992 | El lado oscuro del corazón          | La muerte        |
| 1992 | Funes, un gran amor                 | Amanda           |
| 1990 | Fusilamiento                        | Lucía Cioccini   |
| 1989 | Cuatro caras para Victoria          | Victoria #2      |
| 1986 | Miss Mary                           | Mercedes "Mecha" |
| 1978 | Nacha Guevara: La película          | Ella misma       |
| 1970 | El extraño del pelo largo           | Presentadora     |
| 1970 | Juan Lamaglia y Sra.                | Mónica           |
| 1968 | ¡Ufa con el sexo!                   | Cantante         |
| 1967 | Cómo seducir a una mujer            | Dama del gato    |

## Programas de TV
| Año       | Programa                   | Rol                     | Notas                                             | Canal    |
| --------- | -------------------------- | ----------------------- | ------------------------------------------------- | -------- |
| 1974      | Porcelandia                | Invitada                | Ella misma                                        | El trece |
| 1993-1994 | Me gusta ser mujer         | Conductora              |                                                   | ATC      |
| 2013      | El artista del año         | Mentora                 |                                                   | El trece |
| 2014      | Bailando por un Sueño 2014 | Jurado                  |                                                   | El trece |
| 2015      | Bailando por un Sueño 2015 | Jurado                  |                                                   | El trece |
| 2016      | Bailando por un Sueño 2016 | Jurado                  | Reemplazo de Carolina Ardohain (Gala 4º, 5º y 6º) | El trece |
| 2016      | Susana Giménez             | Ella misma              | Participación especial en sketch                  | Telefe   |
| 2017      | Bailando por un Sueño 2017 | Jurado                  | Reemplazo de Moria Casán (Gala 14º)               | El trece |
| 2018      | Bailando por un Sueño 2018 | Jurado                  | Reemplazo de Florencia Peña (Gala 3°, 4º y 5°)    | El trece |
| 2018      | Los ángeles de la mañana   | Panelista Invitada      |                                                   | El trece |
| 2018      | Incorrectas                | Conductora de reemplazo |                                                   | América  |
| 2019      | Bailando por un Sueño 2019 | Jurado                  | Reemplazo de Carolina Ardohain (Gala 6° y 7°)     | El trece |
| 2020-2021 | Cantando 2020              | Jurado                  |                                                   | El trece |
| 2021-2022 | Nacha con vos              | Conductora              |                                                   | IGTV     |
| 2023      | En pijama con vos          | Conductora              |                                                   | IGTV     |
| 2024      | Anexo: Cantando 2024       | Jurado titular          |                                                   | América  |

## Ficciones
| Año       | Título                        | Personaje             | Notas                                   | Canal    |
| --------- | ----------------------------- | --------------------- | --------------------------------------- | -------- |
| 1966      | Cuatro hombres para Eva       | Rosario               | Participación                           | Canal 7  |
| 1971-1972 | Ciclo de teleteatro Argentino | Andrea Flora          | Ep: "La oca" Ep: "La gula"              | Canal 7  |
| 1995      | Los machos                    | Mercedes              | Protagonista                            | El trece |
| 1998      | Alas, poder y pasión          | Gala Esquivel         | Antagonista                             | El trece |
| 2003      | Disputas                      | Melina                | Antagonista                             | Telefe   |
| 2004      | Padre Coraje                  | Asumpta Pastorino     | Participación                           | El trece |
| 2004      | Sangre fría                   | Madre de Eva          | Participación                           | Telefe   |
| 2005      | Botines                       | Julia                 | Episodio: "El silencio de Julia"        | El trece |
| 2005      | Botines                       | Periodista            | Episodio: "No importa porque yo te amo" | El trece |
| 2006      | Mujeres asesinas 2            | Yiya Murano           | Episodio: "Yiya Murano, envenenadora"   | El trece |
| 2006      | El tiempo no para             | Luna                  | Protagonista                            | Canal 9  |
| 2012      | La dueña                      | Carmen Salguero Solar | Participación                           | Telefe   |
| 2018      | Morir de amor                 | Alcira Popescu        | Participación                           | Telefe   |
| 2018      | Dichos                        | Helena                | Participación                           | HBO      |
| 2020      | Los internacionales           | Sonia Zahorí          | Participación                           | Telefe   |
| 2020      | Sancos y vascos               | Ermilia Edder         | Protagonista                            | CINE.AR  |

## Discografía
- Nacha Guevara canta: (1968). Sello Olympia
- Anastasia querida (1969). Sello Olympia
- Mezzo Soprano (1969). Sello Olympia
- Nacha Guevara (1970). Sello Music hall
- Éste es el año que es (1971). Sello Music hall
- Nacha canta Benedetti (1972). Sello Music hall
- Canciones para mis hijos (1973). Sello Music hall
- Las mil y una nachas (1974). Sello Microfon, grabado en el Teatro Margarita Xirgu
- Nacha Guevara En Vivo (Teatro Hidalgo, México; 1975). Sello NCL, grabado en el Teatro Hidalgo
- Nacha Guevara canta a Benedetti (En vivo en el Colegio de México; 1976). Sello NCL
- Esta Noche en Vivo (1976). Sello NCL Cigarron, editado en Caracas, Venezuela
- Amor de ciudad grande (1977). Sello Hispavox
- Nacha de noche. En Vivo con Alberto Favero (1977). Sello Hispavox
- Para cuando me vaya (1978). Sello Hispavox
- Sus primeras grabaciones (1978). Sello Hispavox
- Nacha canta a Benedetti, En Vivo con Mario Benedetti y Alberto Favero en el Teatro Hubert De Blanck, La Habana, Cuba (En el teatro Hubert De Blanck, de La Habana, 1979). Sello Hispavox
- Aquí estoy (1981). Sello Hispavox, Esto es teatro es grabado en el Teatro Salamanca, en el espectáculo Nacha.
- Viva Sevilla (1982). Sello Hispavox
- Aquí estoy (Edición Argentina, 1984). Sello Hispavox y Music hall
- Los Patitos Feos (1984). Sello CBS Columbia
- Nacha de noche (Teatro Hidalgo, México; 1985). Sello CBS Columbia
- Eva, El gran musical argentino (1986). Sello CBS Columbia
- Nacha Guevara en concierto (en el Teatro Coliseo de Buenos Aires Grabado en 1985; Editado en 1988). Sello CBS Columbia
- Heavy Tango (1991). Sello RCA, Che, bandoneón solo tiene un Instrumental y es grabado con relatos de Tita Merello y Se dice de mí es grabado con ella, El choclo tiene su eco.
- La vida en tiempo de tango (2000). Sello Fonomusic, grabado en el Teatro de la Villa
- Historia del soldado (ganador del Grammy Latino; 2002). Sello DDR
- Voy A Cantar Lo Que Se Me Canta (2023). Sello MLM

## Espectáculos en teatro
- Locos de verano, de Gregorio de Laferrère (Buenos Aires, 1965). Primer espectáculo de Nacha Guevara, en el Teatro General San Martín. Dirección: Juan Silbert.
- Opus, de Samuel Beckett (Buenos Aires, 1965). Gran espectáculo de Nacha Guevara en el teatro El Nacional, y después en el estadio Luna Park, siendo este el primer éxito de Nacha Guevara. Dirección: Oscar Barney Finn.
- Artaud-66 (Buenos Aires, 1966). teatro Payró e Instituto Di Tella. Dirección: Alberto Cousté.
- Mens sana in corpore sano, de Carlos del Peral (Buenos Aires, 1966). estadio de Argentinos Juniors e Instituto Di Tella. Dirección: Norman Briski.
- Hamlet, de William Shakespeare (Buenos Aires, 1967). Teatro San Martín.
- Delicado equilibrio, de Edward Albee (Buenos Aires, 1967). Teatro Regina. Dirección: Luis Mottura.
- La hortaliza, de Norman Briski (Buenos Aires, 1968). Espectáculo donde Nacha Guevara dedicó su Vegetarización, como haciéndole un 'tributo' a aquellas frutas y verduras que hacían que fuera vegetariana, estrenado en el teatro Margarita Xirgu, después en el Instituto Di Tella y por último en el teatro Metropolitan Citi. Dirección: Norman Briski.
- Ubú encadenado, de Alfred Jarry (Buenos Aires, 1968). Instituto Di Tella. Dirección: Roberto Villanueva.
- Verano, de Romain Weingarten (Buenos Aires, 1968). Teatro TAF. Dirección: Francisco Javier.
- Caramela de Santiago, de Jorge Masciángioli (Buenos Aires, 1968). teatro Blanca Podestá. Dirección: Juan Silbert.
- Nacha de noche (Buenos Aires, 1968) Primer espectáculo de Nacha Guevara como cantante en el Instituto Di Tella.
- 1.er Encuentro con la Nueva Canción (Buenos Aires, 1968). Festival en el que participaron los exponentes de la llamada "nueva canción" de la época con recitales de (en orden según programa): Mercedes Sosa, Los Andariegos, Reynaldo Martín, Los Arroyeños, Facundo Cabral, Irene Morack, Chito Zeballos, Nacha Guevara, Marikena Monti, Cuarteto Vocal Zupay, Moncho Mieres y Alma García, Carlos Waxemberg, Grupo Vocal Argentino. Teatro Payró.
- Hay que meter la pata (Buenos Aires, 1968). Espectáculo que forma parte de la película Ufa! Con el sexo, en el teatro Regina, con Alberto Favero. Dirección: María Luz Regas.
- Anastasia querida (Buenos Aires, 1969). Éxito de Nacha Guevara en el Instituto Di Tella. Dirección. Roberto Villanueva.
- No hay que robar zapatos (Buenos Aires, 1970). Repasó el éxito de Anastasia Querida en los últimos días del Instituto Di Tella. Dirección: Roberto Villanueva.
- El Maipo está «piantao» (Buenos Aires, 1970). Su personaje en la obra era de cómica y cantaba cinco canciones que eran ‹Diamantes en almíbar›, Maltratame Johnny, El colmillo, Un buen par de patadas y El tiempo no tiene nada que ver en el Teatro Maipo (Revista). Dirección: Ricardo Ferrante.
- La Cebolla Café Concert (Mar del Plata, 1971). Shows de Nacha Guevara junto a Alberto Favero, Les Luthiers y Facundo Cabral.
- Éste es el año que es (Buenos Aires y Montevideo, 1971). Espectáculo estrenado el 14 de junio de 1971 bajo el auspicio del Centro de Artes y Ciencias, estrenadoes en el Teatro Margarita Xirgu (Buenos Aires) y Teatro IFT (Montevideo).
- Éste es el año que fue (Montevideo, 1972). Primer Espectáculo internacional (sin que también se estrene en Buenos Aires) de Nacha Guevara, esta vez en Montevideo, Uruguay en el Teatro IFT.
- Nacha canta a Benedetti (Buenos Aires y Montevideo, 1972/73). Teatro Margarita Xirgu y Teatro IFT
- Las mil y una Nachas (Buenos Aires, 1973/74). Teatro Margarita Xirgu (Grabado en LP).
- Nacha de noche (México, 1975; Madrid, Caracas, São Paulo, Río de Janeiro, México, 1976; Madrid, 1976-77; Gira española y New York, 1977-78; Ciudad de México, Nueva York, Chicago, 1978; Nueva York, 1979). México: Teatro Hidalgo. España: Teatro Valle-Inclán. Estados Unidos: Teatro Saint-James, Teatro Saint-Nicholas y en el Manhattan Teaster Club.
- Nacha canta a Benedetti (Ciudad de México, México, 1975) Colegio de México
- Las mil y una Nachas (Buenos Aires, Argentina, 1976) (Espectáculo cancelado) Espectáculo cancelado por una bomba en el teatro de la Triple A matando a un operario del teatro y a numerosos heridos.
- Nacha canta a Benedetti (La Habana, 1979). En vivo con Mario Benedetti y Alberto Favero en el Teatro Hubert de Blanck (Casa de las Américas) (Grabado en LP).
- An evening with Nacha (Chicago y Nueva York, 1979).
- Nacha (Bogotá, Ciudad de México, Madrid, Barcelona y San Juan, 1980). Espectáculo presentado en la TV.
- Nacha Guevara (Madrid, Valencia, 1981). Teatro Valle-Inclán
- Nacha (Madrid, 1981). Teatro Valle-Inclán Espectáculo estrenado únicamente en la ciudad de Madrid
- Aquí estoy (Madrid, 1981). 6 únicas funciones para este espectáculo en el Teatro Salamanca
- Aquí estoy (La Habana y Madrid, Cuba y España, 1982) 2º versión del espectáculo Aquí estoy estrenados en Cuba, en el Teatro Hubert de Blanck y en España: en el Teatro Salamanca, el Teatro Valle-Inclán y el Teatro Calderón de Madrid.
- Nacha (Washington, 1982) Miscellaneous le entregó el Premio Performance of the year (Rendimiento del año) para Nacha por este show.
- Nacha at the Top of the Gate (Nueva York, 1983) Último musical-concierto de Nacha en Estados Unidos.
- Aquí estoy (Buenos Aires, 1984). Espectáculo estrenado en el Teatro Lola Membrives y en el Teatro Coliseo por un breve período.
- Nacha de noche, Un mes en el Maipo o Nacha de noche (Buenos Aires y Ciudad de México, Argentina y México, 1985). Temporada en el Teatro Maipo y en el Teatro Hidalgo.
- Nacha en concierto (Buenos Aires, 1985). Conciertos realizados en el Teatro Coliseo (Gradado en LP en 1988).
- Eva, el gran musical argentino (Buenos Aires, 1986-1987). Musical en el que Nacha interpreta a Eva Perón estrenado en el mes de mayo de 1986, y estando nueve meses en cartelera, estrenado en el Teatro Maipo.
- Cabaret (Espectáculo cancelado) (Buenos Aires, 1987) Teatro Metropolitan.
- Nacha 100% del Di Tella al 2000 (Buenos Aires, 1988). Espectáculo de Nacha Guevara en el Paladium después del alejamiento de Cabaret en 1987, hay un especial que le hizo TVE en el año 1989, que dura aproximadamente 1 hora.
- Nacha (Buenos Aires, Gira argentina, 1989-1990). Espectáculo de Nacha Guevara y Alberto Favero como invitado, primero en el Teatro Opera y, después, en el Teatro Coliseo.
- Nacha Guevara in Concert (Buenos Aires, Gira latinoamericana, São Paulo, Río de Janeiro y San Juan, 1990-1991). Espectáculo donde en Puerto Rico le hicieron un especial (como en 1989 en España) que se trataba cuando estrenaron el espectáculo en Puerto Rico, y en Brasil se estrenó en el Memorial de América Latina, inaugurando una sala de teatro circular.
- Heavy Tango Tour (Buenos Aires, Rosario, Córdoba, Sevilla y Málaga, 1992). En Buenos Aires se estrenó en el Teatro Coliseo y en Sevilla formó parte del álbum EXPO SEVILLA 92' y fue la primera vez que Nacha Guevara estreno un espectáculo en la ciudad de Málaga.
- Nacha de noche (Buenos Aires, Córdoba, Rosario, Sao Paulo, Río de Janeiro y Ciudad de México, Argentina, Brasil y México, 1995) (Buenos Aires, Argentina, Gira argentina, 1996) 1995: Espectáculo donde Nacha Guevara volvía a México 10 años después luego de Nacha de noche (1985). 1996: Espectáculo que al fin Nacha Guevara hiciera un espectáculo en una ciudad, en un solo teatro, sin presentarlo en la TV (ya que Aquí estoy (1984) y EVA, el gran musical argentino (1986), fueran presentadas en el programa Badia & Cia conducido por Juan Alberto Badía, la última vez había sido en el espectáculo Nacha en el año 1982 en los Estados Unidos), espectáculo estrenado en el Teatro Ateneo y en el Teatro Blanca Podestá.
- Nacha canta a Benedetti (Buenos Aires, Temporada 1997-1998). Espectáculo donde había nuevos poemas hecha canciones (canciones compuestas) por el trío Benedetti-Nacha-Favero, por ejemplo: Botella al mar, Cumpleaños y No te salves, también algunas que hace muchos años que no cantaba, por ejemplo Lento, pero viene (1990, Nacha Guevara in Concert), Guardería (1979, Nacha canta a Benedetti), La balada del empleado nuevo (1979, An evening with Nacha), Vamos juntos (1979, Nacha canta a Benedetti), Me sirve y no me sirve (1974, Las Mil y Una Nachas), Todavía (1979, Nacha canta a Benedetti), Aquí no hay cielo (1996, Nacha de noche), ¿De que se ríe? (1979, Nacha canta a Benedetti), Esta es mi casa (1989), Vuelvo (1985, Nacha Guevara en concierto), Porque cantamos (1990) y Si el llanto fuera lluvia (1977, Amor de ciudad grande). Último Nacha canta a Benedetti hasta la actualidad estrenados en el Casal de Catalunya en Buenos Aires (Teatro Margarita Xirgu) y Teatro Concert.
- Nacha canta a Discépolo (Buenos Aires, 1999). Espectáculo que Nacha cantaba con arreglos de Néstor Marconi y orquesta de señoritas en el Club del Vino y Cementerio de Chacarita.
- En el 2000 también. La vida en tiempo de tango (Buenos Aires, Madrid, Barcelona, Zaragoza, Sevilla, Valencia, Gijón, Las Palmas de Gran Canaria, Caracas, 2000; Gira mexicana, 2002). Barcelona: Teatreneu Madrid: Teatro Valle-Inclán y Teatro Calderón de Madrid. Show internacional de Nacha canta a Discepolo, pero no solo con tangos de Discépolo, sino que tangos de Discépolo, Cátulo Castillo y un tango de Carlos Gardel (El día que me quieras, a dúo con él), en Argentina, España, México y Venezuela.
- Sesenta años no es nada (Madrid, 2002). Espectáculo de Nacha Guevara por sus 60 años en el Teatro Calderón de Madrid, el espectáculo no siguió por problemas de la producción.
- Qué me van a hablar de amor (Las Palmas de Gran Canaria, 2002; Buenos Aires, Gira argentina, México, 2003, Puerto Rico y Chile 2004). Espectáculo estrenado en el año 2002 en Las Palmas de Gran Canaria, estrenado un año después en Buenos Aires EN EL Teatro El Nacional, marcando su regreso a la Calle Corrientes, después que haya hecho el espectáculo En el 2000 también. La vida en tiempo de tango y por último en Puerto Rico yen Chile, actuando por primera vez en ese país, fue la gira más larga de todos los tiempos echa por Nacha Guevara, detrás de Nacha de noche (1975-1979, 1995-1996).
- Guevara Passion Vitale (Buenos Aires, Bogotá, Medellín y Quito, Argentina, Colombia y Ecuador, 2004). Iba a ser la despedida de Que me van a hablar de amor, después de actuar en Puerto Rico y Chile con ese mismo show, pero Nacha quiso crear un nuevo show y así nació Guevara Passion Vitale estrenado primero en el Teatro El Nacional, después en el Teatro Astral, en Medellín, Bogotá y por último en la ciudad de Quito, el elenco estaba conformado por Nacha Guevara y Lito Vitale.
- Nacha Guevara y Néstor Marconi Tango (Buenos Aires, 2004) Casino Trinellium, Única Función.
- El graduado (Buenos Aires, Argentina 2005). Espectáculo de Nacha Guevara con Felipe Colombo en el Teatro Metropolitan. Nacha Guevara en este espectáculo no canta, sino actúa.
- Nacha vuelve al Cabaret (Buenos Aires, Argentina, 2005) Tributo a Tita Merello, fue una reversión de En el 2000 también. La Vida en tiempo de Tango. Cena-Show estrenado en el Faena Hotel Universe de Puerto Madero.
- Un país de revista (Buenos Aires, Argentina, 2006). En este espectáculo Nacha es invitada para este show, donde cantaba 4 canciones, estrenado en el Teatro Metropolitan, Estrella Invitada.
- No te prometo amor eterno (junto a Manuel Bandera, Buenos Aires, Argentina, 2007). Espectáculo de Nacha Guevara junto a Manuel Bandera en el Teatro Metropolitan.
- Planeta Show (Carlos Paz, Córdoba, Argentina, 2008). Estrella Invitada.
- Eva: el gran musical argentino (Buenos Aires, Argentina, 2008 - 2009). Musical que fue una reposición del musical estrenado en el año 1986 en el Teatro Maipo, luego de 22 años volvió a subir a escena como Eva Perón . La obra recibió 11 nominaciones al Premio ACE de los cuales ganó 8 + la distinción ACE de ORO para Nacha Guevara, Musical estrenado en la ciudad de La Plata, haciendo su debut en el Teatro Argentino de La Plata y en Buenos Aires (Calle Corrientes, en la 2º que estrena un espectáculo en el Teatro Lola Membrives, después de Aquí estoy (1984, cuando volvió del exilio).
- Música y poesía (con Alberto Favero) (Buenos Aires, Argentina, 2009) 8 Presentaciones en La Trastienda Club de Buenos Aires y gira cancelada por amenaza de escarches, luego de su renuncia al cargo de diputada.
- Mucho más que dos (con Alberto Favero) (2010) Espectáculo dedicado al poema hecho canción Te quiero del poeta uruguayo Mario Benedetti y por Nacha Guevara y Alberto Favero manifestando que son Mucho más que dos, estreno en Uruguay en la ciudad de Punta del Este. En Argentina se estrenó en las ciudades Rosario y Mar del Plata y en España se estrenó en las ciudades de Madrid, Vigo y Zaragoza. En Mar del Plata se estrenó en el Teatro Auditorium y en Madrid, España en el Teatro Fernán Gómez (Centro de Arte).
- Tita, una vida en tiempo de tango (Buenos Aires, Argentina, 2011). Espectáculo que relata la vida de Tita Merello, una de las cantantes de Tango más grandes de Argentina, interpretada por Nacha Guevara en el Teatro Metropolitan.
- Cómo hace esta mujer?! (2012) Espectáculo que Nacha Guevara cuenta sus secretos y como hace para estar tan joven, con su estilo de vida, Temporada en Mar del Plata y gira por la Costa Atlántica, también estrenado por el país (Gira argentina) y por la ciudad de Montevideo, Uruguay. En Mar del Plata se estrenó en el Teatro Auditorium.
- La verdadera Nacha (2012) Gira Nacional (Argentina).
- El Astros está de fiesta (2012) Revista, Temporada en Calle Corrientes, Argentina (Teatro Astros).
- Nacha y Favero en el Sha (Mucho más que dos) (Buenos Aires, Argentina, 2012) Únicas 2 Funciones en el Teatro Sha.
- Tango Feroz (Buenos Aires, Argentina, 2013) Única Función, espectáculo en el cual cada semana había un invitado. Nacha asistió como invitada e interpretó Yo te nombro Libertad, denominada Canción Protesta.
- De mano a mano (Entre Ríos, Argentina, 2013). Espectáculo en el que se encontraba acompañada por Nito Artaza, únicas dos funciones.
- Giras mínimas (Quilmes, Buenos Aires, Argentina, 2013) Única Función en el teatro Municipal de Quilmes. (4 canciones).
- Las canciones que nunca volví a cantar (Mar del Plata, Buenos Aires, 2014) 2 Recitales en el Teatro del Mar.
- Glorias Argentinas (Buenos Aires, Argentina, 2014) Cantando como Tita Merello, como ella misma (Canta a Discepolo como en 1999 en el Club del Vino y en el Cementerio de Chacarita) y como Eva Perón con un final emotivo, estrenado en el teatro Tango Porteño.
- Stravaganza, sin reglas para el amor (Carlos Paz, provincia de Córdoba, Argentina, 2016) temporada en el teatro Lúxor,cantando y actuando con Fernando Dente (actor) y Eleonora Cassano.
- Las canciones que nunca volví a cantar (Buenos Aires, 2016). Repitiendo el repertorio de Mar del Plata 2014, Nacha dio una única función en el Teatro Rivadavia a beneficio de la fundación Leoncito Dan.
- Stravaganza, sin reglas para el amor (Buenos Aires, Argentina, 2017), temporada de verano en la ciudad de Buenos Aires, con una producción de Flavio Mendoza y con la actuación de Felipe Colombo y el baile de Eleonora Cassano.
- Las canciones que nunca volví a cantar (La Trastienda, Buenos Aires, Argentina, 2018).
- Amo el tango (Café La Humedad, Buenos Aires, Argentina, 2018).
- ¿Porqué son tan geniales? (teatro Tronador Concert, Mar del Plata, 2019), junto a Marcelo Polino.
- Tres Patitos Feos (teatro Opera, Buenos Aires, Argentina, 2019) junto a Lito Vitale y Elena Roger.
- Vuelvo Tour (Gira por México; 2019).
- Guevara Roger Vitale En Concierto (teatro Opera, Buenos Aires, Argentina 2019) junto a Elena Roger y Lito Vitale.
- La gran depresión (Multitabaris Comafi, Buenos Aires, Argentina, 2020), junto a Moria Casán.
- Nacha en pijama (teatro Astros, Buenos Aires, Argentina, 2023).

## Premios y nominaciones

### Premio en Washington
| Año  | Categoría             | Resultado |
| ---- | --------------------- | --------- |
| 1982 | Performer of the Year | Ganadora  |

### Grammy Latino
| Año  | Categoría                     | Resultado |
| ---- | ----------------------------- | --------- |
| 2003 | Mejor Álbum de Música Clásica | Ganadora  |

### Premio Konex
| Año  | Categoría                          | Resultado |
| ---- | ---------------------------------- | --------- |
| 1991 | Konex de Platino Actriz de musical | Ganadora  |
| 2001 | Konex de Platino Actriz de musical | Ganadora  |

### Premio Martín Fierro
| Año  | Categoría                                     | Programa             | Resultado |
| ---- | --------------------------------------------- | -------------------- | --------- |
| 1991 | Mejor labor en show musical                   | Eva                  | Ganadora  |
| 1998 | Actriz de reparto                             | Alas, poder y pasión | Nominada  |
| 2003 | Actriz de reparto en Unitario y/o Miniserie   | Disputas             | Nominada  |
| 2004 | Participación especial en Ficción             | Padre Coraje         | Ganadora  |
| 2005 | Actriz Protagonista de Unitario y/o Miniserie | Botines              | Nominada  |
| 2006 | Actriz Protagonista de Unitario y/o Miniserie | Mujeres asesinas     | Nominada  |
| 2006 | Actriz Protagonista de Novela                 | El tiempo no para    | Nominada  |
| 2022 | Jurado de TV                                  | Cantando 2020        | Nominada  |

### Premios Clarín
| Año  | Categoría       | Programa          | Resultado |
| ---- | --------------- | ----------------- | --------- |
| 2006 | Actriz de Drama | El tiempo no para | Nominada  |

### Premio ACE
| Año  | Categoría  | Obra | Resultado |
| ---- | ---------- | ---- | --------- |
| 2009 | ACE de Oro | Eva  | Ganadora  |

### Premios VOS
| Año  | Categoría      | Resultado |
| ---- | -------------- | --------- |
| 2016 | Consagración   | Ganadora  |
| 2016 | Mejor Cantante | Ganadora  |